# Startling Music
Startling Music es una editorial musical fundada por el músico británico y batería del grupo The Beatles Ringo Starr.
Starr firmó inicialmente un contrato con Northern Songs, compañía establecida en 1963 por Dick James y el mánager de The Beatles Brian Epstein en representación del grupo. Como principales compositores de The Beatles, John Lennon y Paul McCartney dibujaron una larga lista de beneficios y royalites por sus contratos, mientras Ringo Starr y George Harrison recibían un trato de segunda clase al no sentirse promocionados por la compañía.
Cuando Northern Songs se convirtió en una compañía pública, se concedieron acciones de la empresa a Starr y Harrison por un valor del 1,8% del total, en función de la concesión de royalties por sus canciones publicadas. En función de los incentivos, Starr y Harrison decidieron no firmar un nuevo contrato con Northern Songs una vez que este expiró en 1968. Harrison fundaría su propia editorial musical, Harrisongs, mientras Starr seguiría los mismos pasos con Startling Music. Ambos estuvieron de alguna manera a salvo cuando Northern Songs fue víctima de una compra por parte de ATV en 1969.
Si bien Starr escribió el menor número de canciones durante su etapa con The Beatles (su contribución se basaba en mayor medida en ideas para las canciones o para las letras, como los títulos de "A Hard Day's Night" y "Tomorrow Never Knows"), la posesión de sus propias publicaciones dio a Starr la base para un negocio estable. Startling Music publicaría en 1969 "Octopus's Garden", permitiéndole ganar royalties con los últimos álbumes del grupo.
Tras la separación de The Beatles en 1970, Starr escribió mayor número de canciones para sus propios álbumes, especialmente junto a Vini Poncia o George Harrison, con Startling Music sirviendo como base para la publicación del material. La editorial serviría, asimismo, para la concesión de derechos en función de su segundo álbum, Beaucoups of Blues, integrado por canciones del género country. Con varios éxitos a principios de los 70 y con el relanzamiento de la carrera musical de Ringo Starr a finales de los 90, Startling Music prosperaría como empresa.
- Datos: Q7602607